# أكسيل ساندموس

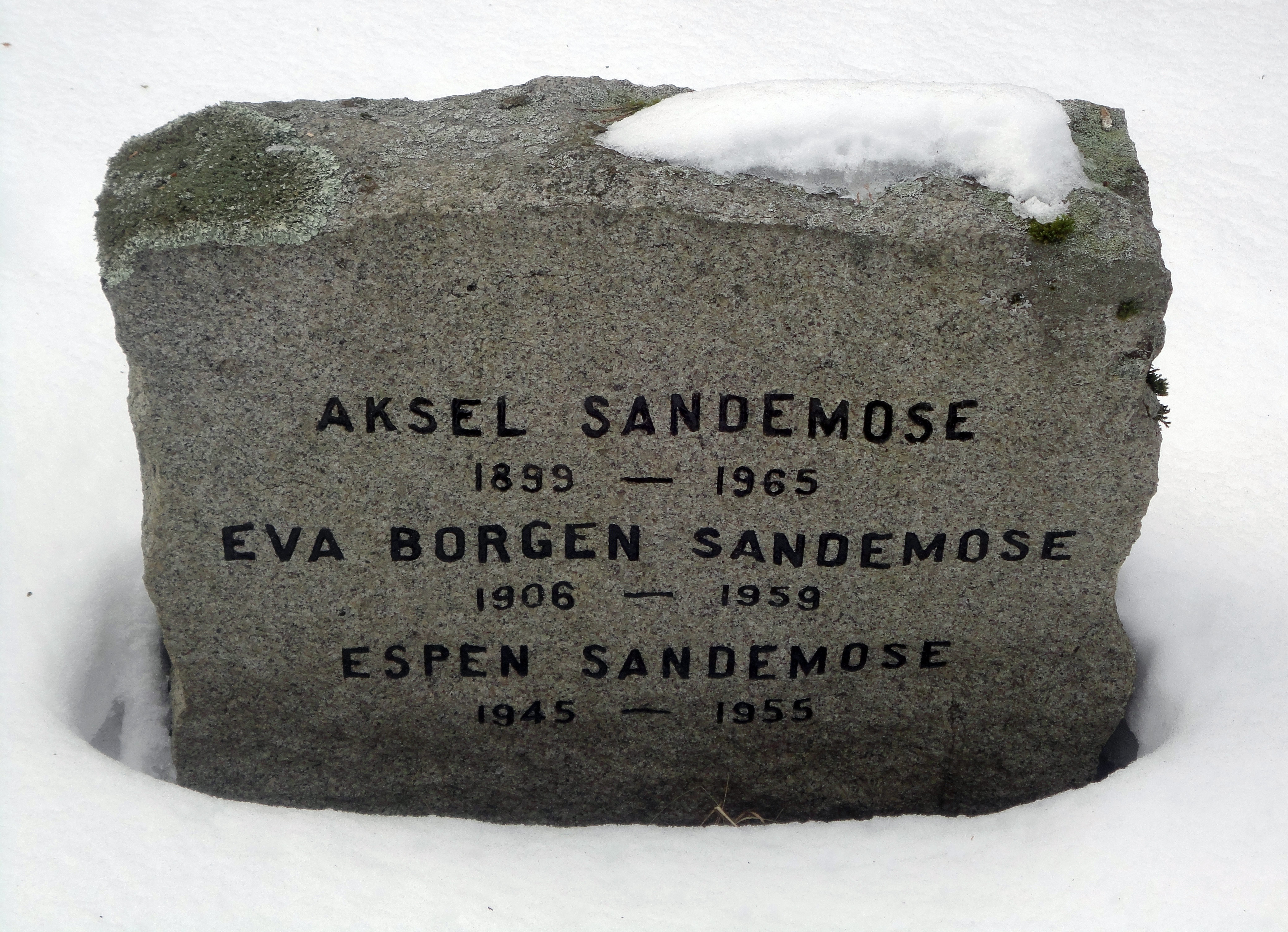
مقبرة عائلة ساندومس في فيستر غرافلوند، أوسلو.

أكسيل ساندموس (ولد باسم أكسيل نيلسن؛ 19 مارس 1899، في نيكوبينغ مورس ‏، الدنمارك - 6 أغسطس 1965، كوبنهاغن) كاتب دنماركي نرويجي

## وصلات خارجية
- أكسيل ساندموس على موقع IMDb (الإنجليزية)
- أكسيل ساندموس على موقع الموسوعة البريطانية (الإنجليزية)
- أكسيل ساندموس على موقع مونزينجر (الألمانية)
- أكسيل ساندموس على موقع ميوزك برينز (الإنجليزية)
- أكسيل ساندموس على موقع قاعدة بيانات الفيلم (الإنجليزية)

- (بالدنماركية) Sandemosearkivet